# ألب أرسلان بيرقدار
ألب أرسلان بيرقدار (من مواليد 1975) هو أكاديمي ومهندس وسياسي تركي يشغل منصب وزير الطاقة والموارد الطبيعية منذ عام 2023. قبل تعيينه وزيراً شغل بيرقدار عدة مناصب داخل الوزارة، منها نائب الوزير ومفوض هيئة تنظيم سوق الطاقة.